# Körbecke (Möhnesee)
Körbecke – dzielnica (Ortsteil) wiejskiej gminy Möhnesee w powiecie Soest, w kraju związkowym Nadrenia Północna-Westfalia, w rejencji Arnsberg.

## Demografia
Według spisu ludności z grudnia 2024 roku, w Körbecke mieszkało 4801 mieszkańców, co stanowi 39,39% wszystkich mieszkańców Möhnesee. 2379 mieszkańców to mężczyźni, a 2422 to kobiety. Dla 4417 mieszkańców Körbecke jest głównym miejscem zamieszkania, a dla 384 drugim miejscem zamieszkania.

## Geografia

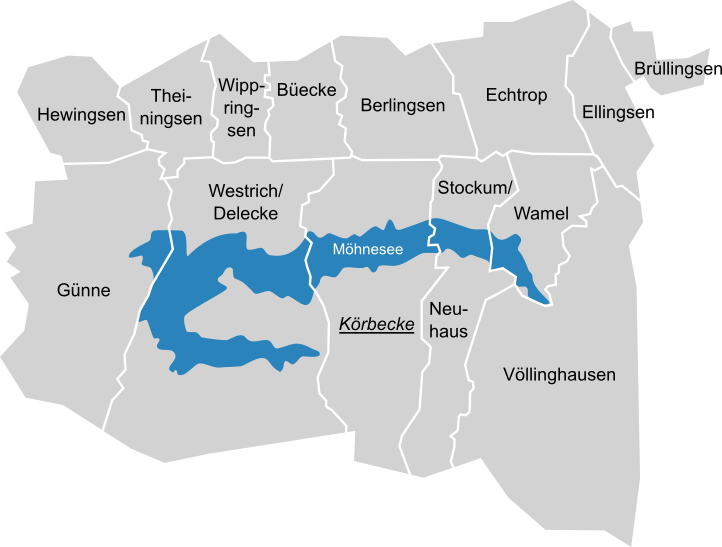
Podział administracyjny Möhnesee

Körbecke leży w środkowej części gminy Möhnesee i graniczy z sześcioma innymi dzielnicami: Büecke, Berlingsen, Stockum, Neuhaus, Westrich i Delecke. Na terenie dzielnicy znajduje się jezioro Möhnesee.

## Historia
Najstarsze udokumentowane wzmianki o Hewingsen pochodzą z 1231 roku. Za tamtych czasów wieś nazywała się Curbecke.
Według § 1 "Name, Bezeichnung, Gebiet" zawartego w "Hauptsatzung der Gemeinde Möhnesee, Kreis Soest" (Główne statuty gminy Möhnesee, powiat Soest) Körbecke jest, wraz z czternastoma innymi dzielnicami, od 1 lipca 1969 roku częścią gminy Möhnesee.

## Polityka
Od 23 kwietnia 2015 roku panią burmistrz (niem. Ortsvorsteher) Körbecke jest Margitta Pflüger-Härtel, który jest członkiem partii CDU/CSU.